# Різки
Різки — село в Україні, у Дубровицькій міській громаді Сарненського району Рівненської області. До 2020 року підпорядковувалося Великоозерянській сільській раді. Відповідно до Розпорядження Кабінету Міністрів України від 12 червня 2020 року № 722-р «Про визначення адміністративних центрів та затвердження територій територіальних громад Рівненської області» увійшло до складу Дубровицької міської громади.
Населення становить 17 осіб (2011).

## Географія
Площа села — 0,75 км².

## Історія
Село засноване 1980 року.
Відповідно до прийнятої в грудні 1989 року постанови Ради Міністрів УРСР село занесене до переліку населених пунктів, які зазнали радіоактивного забруднення внаслідок аварії на Чорнобильській АЕС, жителям виплачувалася грошова допомога. Згідно з постановою Кабінету Міністрів Української РСР, ухваленою в липні 1991 року, село належало до зони гарантованого добровільного відселення. На кінець 1993 року забруднення ґрунтів становило 2,52 Кі/км² (137Cs + 134Cs), молока — 17,19 мКі/л (137Cs + 134Cs), картоплі — 2,33 мКі/кг (137Cs + 134Cs), сумарна доза опромінення — 458 мбер, з якої: зовнішнього — 33 мбер, загальна від радіонуклідів — 425 мбер (з них Cs — 414 мбер).

## Населення
Станом на 1 січня 2011 року населення села становить 17 осіб. Густота населення — 34,67 особи/км².
Згідно з переписом УРСР 1989 року чисельність наявного населення села становила 176 осіб, з яких 82 чоловіки та 94 жінки. На кінець 1993 року в селі мешкало 67 жителів, з них 7 — дітей.
За переписом населення України 2001 року в селі мешкало 26 осіб. 100 % населення вказало своєю рідною мовою українську мову.

### Вікова і статева структура
Структура жителів села за віком і статтю (станом на 2011 рік):
| Вік   | Чоловіків | Жінок | Разом |
| ----- | --------- | ----- | ----- |
| 0-17  | 5         | 2     | 7     |
| 18-39 | 1         | 1     | 2     |
| 40-59 | 2         | 2     | 4     |
| 60+   | 3         | 1     | 4     |
| Разом | 11        | 6     | 17    |

### Соціально-економічні показники
| Працездатне населення | Працездатне населення | Працездатне населення | Працездатне населення | Працездатне населення | Працездатне населення | Непрацездатне населення | Непрацездатне населення | Непрацездатне населення | Непрацездатне населення | Непрацездатне населення | Непрацездатне населення | Все населення |
| Чоловіки              | Чоловіки              | Жінки                 | Жінки                 | Разом                 | Разом                 | Чоловіки                | Чоловіки                | Жінки                   | Жінки                   | Разом                   | Разом                   | 17            |
| ос.                   | %                     | ос.                   | %                     | ос.                   | %                     | ос.                     | %                       | ос.                     | %                       | ос.                     | %                       | 17            |
| --------------------- | --------------------- | --------------------- | --------------------- | --------------------- | --------------------- | ----------------------- | ----------------------- | ----------------------- | ----------------------- | ----------------------- | ----------------------- | ------------- |
| 3                     | 16                    | 3                     | 16                    | 6                     | 33                    | 3                       | 16                      | 1                       | 5                       | 4                       | 22                      | 17            |

| Зайняті  | Зайняті  | Зайняті | Зайняті | Зайняті | Зайняті | Безробітні | Безробітні | Безробітні | Безробітні | Безробітні | Безробітні | Все населення |
| Чоловіки | Чоловіки | Жінки   | Жінки   | Разом   | Разом   | Чоловіки   | Чоловіки   | Жінки      | Жінки      | Разом      | Разом      | 17            |
| ос.      | %        | ос.     | %       | ос.     | %       | ос.        | %          | ос.        | %          | ос.        | %          | 17            |
| -------- | -------- | ------- | ------- | ------- | ------- | ---------- | ---------- | ---------- | ---------- | ---------- | ---------- | ------------- |
| 5        | 5        | 3       | 3       | 8       | 7       | 27         | 25         | 18         | 17         | 45         | 42         | 17            |

## Політика

### Органи влади
До 2020 року місцеві органи влади були представлені Великоозерянською сільською радою.

### Вибори
Село входить до виборчого округу № 155. Станом на 2011 рік кількість виборців становила 9 осіб.

#### Офіційні дані та нормативно-правові акти
- Паспорт Дубровицького району (станом на 1 січня 2011 року) (doc). Дубровицька районна рада. Архів оригіналу за 10 лютий 2015. Процитовано 16 жовтня 2019.